# 抽せん馬
抽せん馬（ちゅうせんば）とは、競馬運営団体が購入した競走馬を抽選でもって会員に分配（販売）した馬のこと。会員の任意購入だけでは十分な新馬数が見込めないなどの理由で行われている。会員が独自に馬を生産したり競走馬生産牧場と連絡を取ることや育成や調教はよほどの金持でないと負担が大きすぎるため、競馬運営団体がその大部分を負担して馬主を増やし、ひいては競走馬の数を増やす方策。
その起源は明確ではないが、イギリスによる植民地化の過程で香港や上海で行われた競馬が始まりとされる。確認できる初期の例では日本では1881年（明治14年）に横浜で横浜競馬場を主催するニッポン・レース・クラブが輸入した中国馬を籤で会員に配布し、1884年（明治17年）に上野不忍池競馬を施行する際に共同競馬会社も行っている。共同競馬会社は東北で馬300頭の中から競走馬に向きそうな40頭を選び、さらに購入馬の能力検査を行って合格した馬を籤で当選した会員に一定の金額で配布した。共同競馬会社では籤で当選して馬主となったものに調教師斡旋などもしている。そのかわり抽選馬の馬主には馬の出走登録（登録料が必要）を義務とした。レースの中には出走条件を抽せん馬限定とするものもあった。。
同様な制度は、その後の明治から大正期に存在した多くの日本の競馬会でも採用されている。好景気時には抽選を希望するものは多かったが、不況時などでは希望者が減少し場合によっては半強制的に会員に抽せん馬を引き受けさせることもあった。

## 日本中央競馬会の抽せん馬
日本中央競馬会（JRA）がセリ市で馬を購入し、その後北海道にある日高育成牧場（浦河郡浦河町）と宮崎県にある宮崎育成牧場（宮崎市）で競走馬としての訓練をしたのち、希望する馬主にウェーバー（ドラフト会議）とほぼ同じ抽せん方式で販売した馬のことである。かつてはクジ馬とも呼ばれた。2003年度からはJRA育成馬と呼ばれている。
中央競馬の定義では抽せん馬を抽に丸囲みで表記してマル抽と呼び、セリ市で購入されたほかの競走馬（市場取引馬）を市に丸囲みで表記してマル市と呼び、両者を区別していたが、2003年よりその区別がなくなり、市場取引馬に統一されることとなった。1995年をもって廃止された中央競馬のアングロアラブ系競走は長らく抽せん馬限定で行われ、地方競馬などからの移籍は認めなかった。なお、アングロアラブの場合は抽を四角囲みで表記しカクチュウと呼んだ。
なお、総務省が、馬主が均等に馬を購入できる方式に改めるように勧告を出したことを受け、2004年度で抽せん会による配布システムを廃止した。2005年度からは、トレーニングセールなどで売却することとしている。JRA主催のトレーニングセールは「JRAブリーズアップセール」と題して毎年4月に中山競馬場（年により異なる。2007年は阪神競馬場）で行われる。
2009年からは、JRAの自家生産のサラブレッド「JRAホームブレッド」（2017年7月現在、日高育成牧場のみで実施中）の生産・育成も行い、このJRAホームブレッドとして生産されたサラブレッドも、育成馬同様に日高・宮崎のそれぞれの牧場で管理・養生される。
なお、「抽選馬」は新聞協会の定める代用表記であり、一般的には本項目名のとおり「抽せん馬」と表記する。なお、本来の漢字表記は抽籤馬（籤は「くじ」の字）である。

## 呼馬
呼馬（よびうま）とは、馬主が任意購入した競走馬のこと。かつて抽せん馬の対義語として用いられ、呼馬限定の競走も行われていた。

## おもな抽せん馬
八大競走優勝馬とGI優勝馬を挙げる。
- ジツホマレ（牝、1953年優駿牝馬〈オークス〉）
- ホウシユウクイン（牝、1958年桜花賞）
- スターロツチ（牝、1960年優駿牝馬、有馬記念、1961年京王杯オータムハンデキャップ）
- ルピナス（牝、1968年優駿牝馬）
- ファイブホープ（牝、1978年優駿牝馬）
- イソノルーブル（牝、1991年報知杯4歳牝馬特別、優駿牝馬）
- アインブライド（牝、1997年阪神3歳牝馬ステークス）
- タムロチェリー（牝、2001年阪神ジュベナイルフィリーズ、小倉2歳ステークス）

このほか、重賞こそ勝てなかったものの、中央競馬で5勝を挙げたタニノシスターは、牝馬でありながら東京優駿（日本ダービー）馬となったウオッカを出している。

## 地方競馬の抽せん馬
地方競馬にも抽せん馬制度は存在するが、中央競馬と異なるのはセリ市で競走馬を購入するのは馬主会で、それを抽せんして馬主が所有する。「補助馬」「奨励馬」とも。かつては、地方競馬主催者が競走馬を購入したこともある。代表的な例が、大井競馬がオーストラリアから購入した「濠抽」である。代表的な馬としてはオパールオーキツト、ミッドファームなどが知られる。タケシバオー、ハイセイコーの母系も濠抽である。
名称は似ているが、濠抽と似て非なるものに「濠洋」がある。濠洋は、戦前にオーストラリアから輸入された血統不明の馬である。濠抽はサラブレッドと交配される限りサラブレッドであるが、濠洋はどこまでサラブレッドと交配を重ねてもサラ系である。日本のサラ系種の大半は、アングロアラブの系統と濠洋の系統であるといわれ、サラ系種として皐月賞および日本ダービーを制したヒカルイマイは、濠洋の系統に連なるといわれているが、不詳。なお、濠抽は濠サラと呼ばれることもあり、その方が一般的であるが、濠洋も誤って濠サラといわれることもあるようである。言語においてことばが一般化し流通量が多くなるほど語義が拡散する一例である。